# Kids See Ghosts
Kids See Ghosts (estilizado em letras maiúsculas) foi um supergrupo americano de hip hop composto pela dupla de rappers Kanye West e Kid Cudi. Foi formado em 2018 durante as sessões de West em Wyoming, e a dupla lançou seu álbum de estreia homônimo Kids See Ghosts em junho do mesmo ano, sob o selo de suas respectivas gravadoras, GOOD Music e Wicked Awesome. O grupo se dissolveu em 2022.

## Discografia
| Título          | Detalhes do álbum | Posições nas tabelas | Posições nas tabelas | Posições nas tabelas | Posições nas tabelas | Posições nas tabelas | Posições nas tabelas | Posições nas tabelas | Vendas                    | Certificações |
| Título          | Detalhes do álbum | US                   | AUS                  | CAN                  | NOR                  | NZ                   | IS                   | UK                   | Vendas                    | Certificações |
| --------------- | --- | -------------------- | -------------------- | -------------------- | -------------------- | -------------------- | -------------------- | -------------------- | ------------------------- | ------------- |
| Kids See Ghosts | - Lançamento: 8 de junho de 2018 - Gravadoras: Wicked Awesome, GOOD, Def Jam - Formatos: CD, LP, download digital, streaming | 2                    | 4                    | 3                    | 3                    | 3                    | 13                   | 7                    | - Estados Unidos: 142 000 | - RIAA: Ouro  |